# ميخائيل شرودر
ميخائيل شرودر (بالألمانية: Michael Schröder)‏ (10 نوفمبر 1959 بألمانيا - ) هو لاعب كرة قدم ألماني في مركز الوسط. لعب مع نادي شتوتغارت ونادي هامبورغ وتنس بوروسيا برلين.

## وصلات خارجية
- ميخائيل شرودر على موقع الاتحاد الأوربي (الإنجليزية)
- ميخائيل شرودر على موقع قاعدة بيانات كرة القدم.إي يو (الإنجليزية)
- ميخائيل شرودر على موقع بيانات كرة القدم. دي إي (الألمانية)